# Klengås
Klengås är en värmländsk/dalsländsk specialitet, och består av kakbröd, som serveras med smör och torkad, riven mesost (sandost), ofta serverad till kaffe.